# 菊地真衣
菊地 真衣（きくち まい、1990年（平成2年）12月14日 - ）はLuckyFM茨城放送で編成事業部アナウンス室長を務めるアナウンサーで、防災士である。茨城県常総市生まれの埼玉県さいたま市岩槻区出身である。学習院女子大学を卒業して2014年に入社した。

## 経歴・人物
身長164センチメートル (cm)で左利きである。特技は弓道（四段）、キャラボイス、宝塚メイクである。
担当番組「菊地真衣のこんなんで、いいのかYO!?」の企画で2017ミスユニバース茨城大会に応募し、ファイナリストに選出された。2018茨城大会にも出場し、準グランプリに選出された。グランプリは元東北放送アナウンサーの薄井しお里であった。
2017年10月に第2回水戸黄門漫遊マラソンへ出場し、初フルマラソンを完走した。
2018年3月にいばらき観光マイスターS級の認定試験に合格した。
2020年1月16日発売の「必聴ラジオ100」（三才ブックス）の表紙イラストを作成した。
2020年に、新設された編成事業部アナウンス室の室長に就き、秋の改編で担当番組「菊地真衣のこんなんで、いいのかYO!?」の放送時間が1時間から2時間となった。
2022年10月27日発売「ラジオ番組表 2022年秋号」（三才ブックス）の「第2回イチオシ番組・DJランキング」では、「こんなんで、いいのかYO!?」が地方番組部門第1位、菊地は名アシスタント（パートナー）部門第2位となり、菊地が表紙写真で掲載された。
2023年12月25日、NHK水戸放送局の特番「めざせ！イバフェッショナル」に出演した。

## 担当番組
2024年9月現在
- 菊地真衣のこんなんで、いいのかYO!?（火曜19時00分 - 21時00分）
- HAPPYパンチ!（金曜9時00分 - 13時00分）
- 4me（土曜9時00分 - 13時00分）
- 防災のチカラ（火曜11時10分 - 11時20分）
- みんなの教育（月曜・水曜・金曜7時37分 - 7時42分）
- Teenʼs FM（日曜9時30分 - 10時00分、2024年4月7日 - ） - パーソナリティ兼プロデューサー[10]
- スクーピーレポート ほか

## 過去の担当番組
- 録音風物誌（火曜会・文化放送）
  - 茨城から全国へ～全寮制・畳高等職業訓練校が育む若き職人たち～（2021年5月、企画・構成・ナレーション）[11][12]
  - おらが湊鐡道夫婦（めおと）デュオ（2022年7月、企画・構成・ナレーション）[13][14]
  - 大洗の粉もん～お好み焼き？もんじゃ焼き？いいえ！たらし焼です！～（2023年4月、ナレーション）[15]
- お誕生日おめでとう
- ゴールデンイバラキ（土曜20:00 - 20:30、2021年4月 - 9月）
- 放送エリア拡大「聴かなきゃヤバいぜ!!LuckyFM」（2021年7月1日）
- 菊地真衣とご多幸ラヂヲ（2023年1月2日）
- LuckyFesの楽しみ方（2024年4月 - 7月）
- MUSIC STATE （2024年8月12日、代打）[16]